# هيالوديسكس
هيالوديسكس (بالإنجليزية: Hyalodiscus) هو جنس موجود «قائم» من الدياتوم والمعروف أيضاً من واقع السجلات الحفرية .